# São Maurício (Braço do Norte)
São Maurício é um bairro da cidade catarinense de Braço do Norte.
São Maurício foi povoado por imigrantes alemães que se estabeleceram inicialmente na Colônia Teresópolis e depois em São Bonifácio, simultaneamente com o também bairro braçonortense de São José. Dentre os primeiros moradores constam Bernardo e Humberto Schulter, Germano Jasper e Henrique Bloemer. Moravam em suas terras, não sendo constituído um centro da localidade.